# ラジオ＝エレクトロニクス
『ラジオ＝エレクトロニクス』 (Radio-Electronics) は、かつてアメリカ合衆国で発刊されていた通俗技術誌である。
1929年7月にヒューゴー・ガーンズバックによって『ラジオ＝クラフト』(Radio-Craft)として創刊された。1948年10月に『ラジオ＝エレクトロニクス』(Radio-Electronics)、1992年7月に『エレクトロニクス・ナウ』(Electronics Now)に改題された。2000年1月にガーンズバック出版社に買収された『ポピュラーエレクトロニクス』と合併して『ポプトロニクス』(Poptronics)となった。ガーンズバック出版社は2002年12月に廃業し、『ポプトロニクス』は2003年1月号が最終号となった。
『ラジオ＝エレクトロニクス』は、長年にわたりオーディオ、ラジオ、テレビ、コンピュータの技術を特集していた。最も注目すべき記事は、1973年9月号のTVタイプライターと、1974年7月号のMark-8コンピュータである。これら2つの号は、ホームコンピュータ革命のマイルストーンと考えられている。

## 前史
1905年、ヒューゴー・ガーンズバックは無線機の部品や電気用品などを通信販売するためのエレクトロ・インポーティング社(Electro Importing Company)を設立した。カタログには、無線電信装置などの電子機器を製作するプロジェクトの詳細な説明があり、これは、彼が最初に創刊した雑誌『モダン・エレクトリックス』（1908年4月）の前身となった。ガーンズバックは1913年3月に『モダン・エレクトリックス』を売却し、『エレクトリシャン・アンド・メカニック』と合併した。1913年5月には、別の雑誌『エレクトリカル・エクスペリメンター』を創刊した。ガーンズバックはアマチュア無線の熱烈な支持者だった。ガーンズバックは1919年7月に無線を専門とする雑誌『ラジオ・アマチュア・ニュース』(Radio Amateur News)を創刊し、1920年7月には『ラジオニュース』(Radio News)に短縮された。『ラジオニュース』は大成功を収め、ヒューゴー・ガーンズバックと兄弟のシドニーが経営する出版者は大きくなった。1926年4月、ガーンズバックは世界初のSF専門誌『アメージング・ストーリーズ』を創刊した。

## 創刊
1929年2月、ガーンズバックのエクスペリメンター出版は破産に追い込まれた。債権者への返済のために、雑誌など全ての事業が売却された。1929年4月の最後の法廷で、ガーンズバックは新しい出版社の設立を発表した。当時のニューヨーク・タイムズの報道には「ガーンズバック氏は審理の後、新しい雑誌は『ラジオ＝クラフト』、『サイエンス・ワンダー・ストーリーズ』、『エア・ワンダー・ストーリーズ』で、6月に創刊する予定であると発表した」とある。同年中に新しい出版社・ガーンズバック出版社が設立され、1929年6月5日、『ラジオ＝クラフト』創刊号が発売された。
世界恐慌の始まりの時期で、雑誌を創刊するには最適な時期ではなかったが、その中で『ラジオ＝クラフト』誌は生き残った。その後の第二次世界大戦中は、紙不足により雑誌にとってさらに厳しい状況となった。ガーンズバックは、『ラジオ&テレビジョン』誌を『ラジオ＝クラフト』誌に統合し、1942年1・2月号、8・9月号のように、2ヶ月分の合併号の刊行も行った。紙不足が緩和されるとともに、戦時中のエレクトロニクス産業の成長により、より多くの広告主と読者が得られた。

## 1940年代

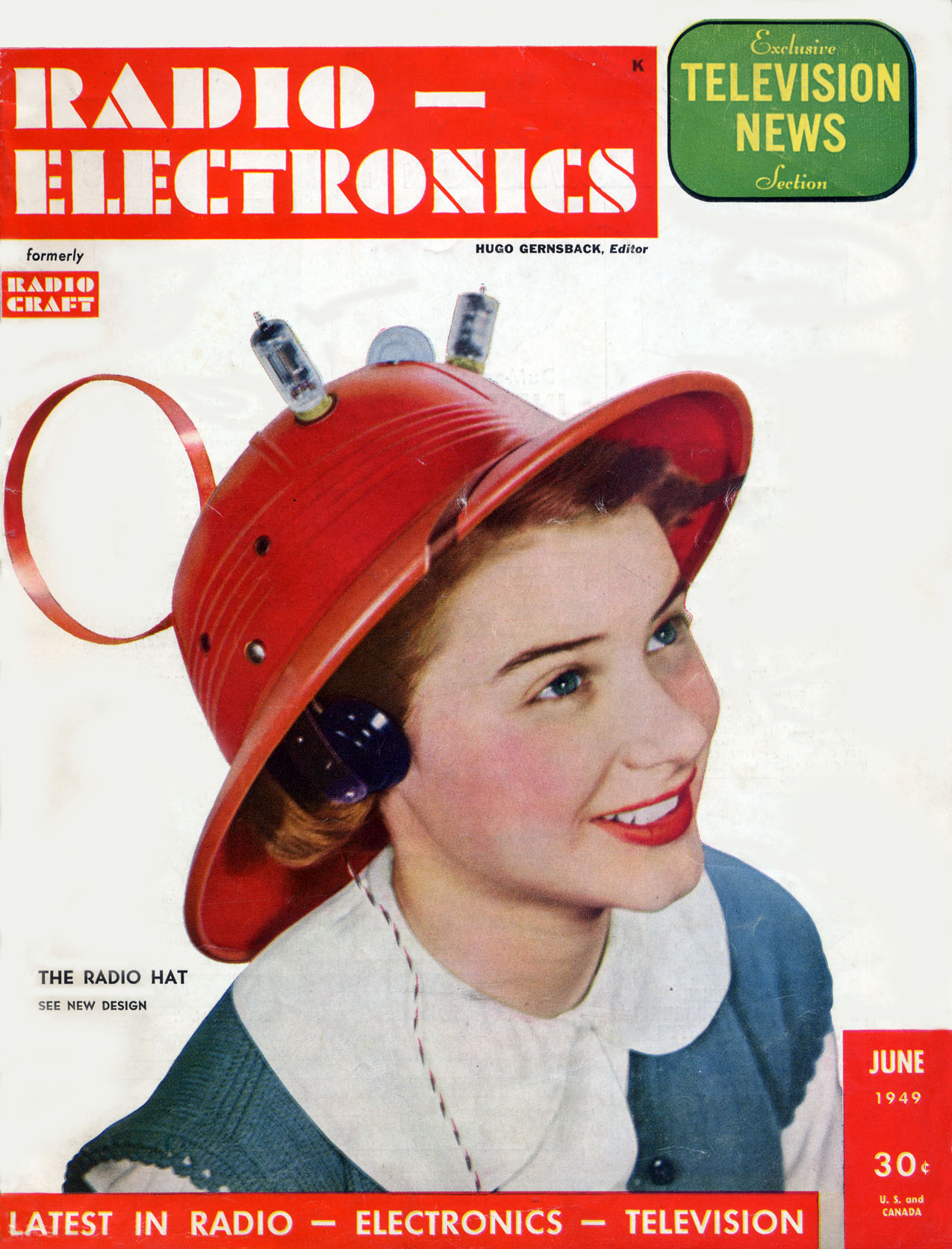
『ラジオ＝エレクトロニクス』1949年6月号。ラジオを模した帽子を被ったホープ・ラングが表紙を飾った。

ヒューゴー・ガーンズバックが最初に「テレビジョン」という言葉を使ったのは、彼の雑誌『モダン・エレクトリックス』の1909年12月号だった。1940年代後半には、テレビ局と家庭用テレビ受信機が現実のものとなりつつあった。ガーンズバックは、『ラジオ＝クラフト』誌の題名を、短く、かつ「テレビジョン」という言葉を含むものに変えようと考えていた。編集スタッフでは名前を決めることができなかったため、500人の読者にアンケートを送り、13の名前を提案した。そのうちの半数以上が、選択肢を増やすためだけに入れていた『ラジオ＝エレクトロニクス』(Radio-Electronics)という名前を選んだ。ガーンズバックは読者の評決を受け入れ、「テレビジョン」という当時のマジックワードを使わないこのタイトルを採用した。「ラジオ＝エレクトロニクス」は1948年初頭に副題として登場し、1948年10月から正式タイトルとなった。

## 1950年代から1960年代
初期のラジオ受信機やテレビ受像機には、動作寿命が1年程度の真空管が使用されていた（トランジスタが主流になるのは1970年代に入ってからである）。一般的なテレビには十数本の真空管が使われており、毎年少なくとも1本は故障していた。当時、ラジオやテレビの修理屋は町中のいたるところにあった。『ラジオ＝エレクトロニクス』誌の記事や広告の大部分は、そのような修理業を対象としていた。
トランジスタ、カラーテレビ、ステレオオーディオ、コンピュータ、人工衛星などの技術の進歩は、1950年代と1960年代に顕著だった。この時代の『ラジオ＝エレクトロニクス』誌の表紙には、新しい技術を使う人の写真がよく使われた。ヒューゴ・ガーンズバックは毎号社説を書き、この雑誌は、未来の道路を自動車が自動的に誘導されるような未来についての記事を掲載すると述べていた。
1959年4月号は8.5×11インチ（22×28 cm）で、140ページだった。当時の毎月の有料発行部数は約20万部だった。

## 1970年代
1970年7月から1974年2月まで、『ラジオ＝エレクトロニクス』誌の表紙のタグラインは"For Men With Ideas In Electronics"だった。当時のエレクトロニクス雑誌の読者は、ほぼ全員が男性だった。1981年のZiff-Davis社の調査によると、読者の97%が男性だったという。1972年4月の表紙にはタグラインがなく、"Women With Ideas In Electronics "というタイトルの女性読者から編集者への手紙が掲載され、編集者から読者への、どのようなタグラインが適切かを教えてほしいと依頼する文章が掲載された。翌月からは、"For Men With Ideas In Electronics"のタグラインが復活した。1974年3月、タグラインが"The Magazine with New Ideas in Electronics"に変更された。フェミニズム運動への最後の抵抗として、1974年6月号の表紙には、プールサイドでビキニ姿の若い女性が、その月の特集企画であるギターアンプを持って登場している。

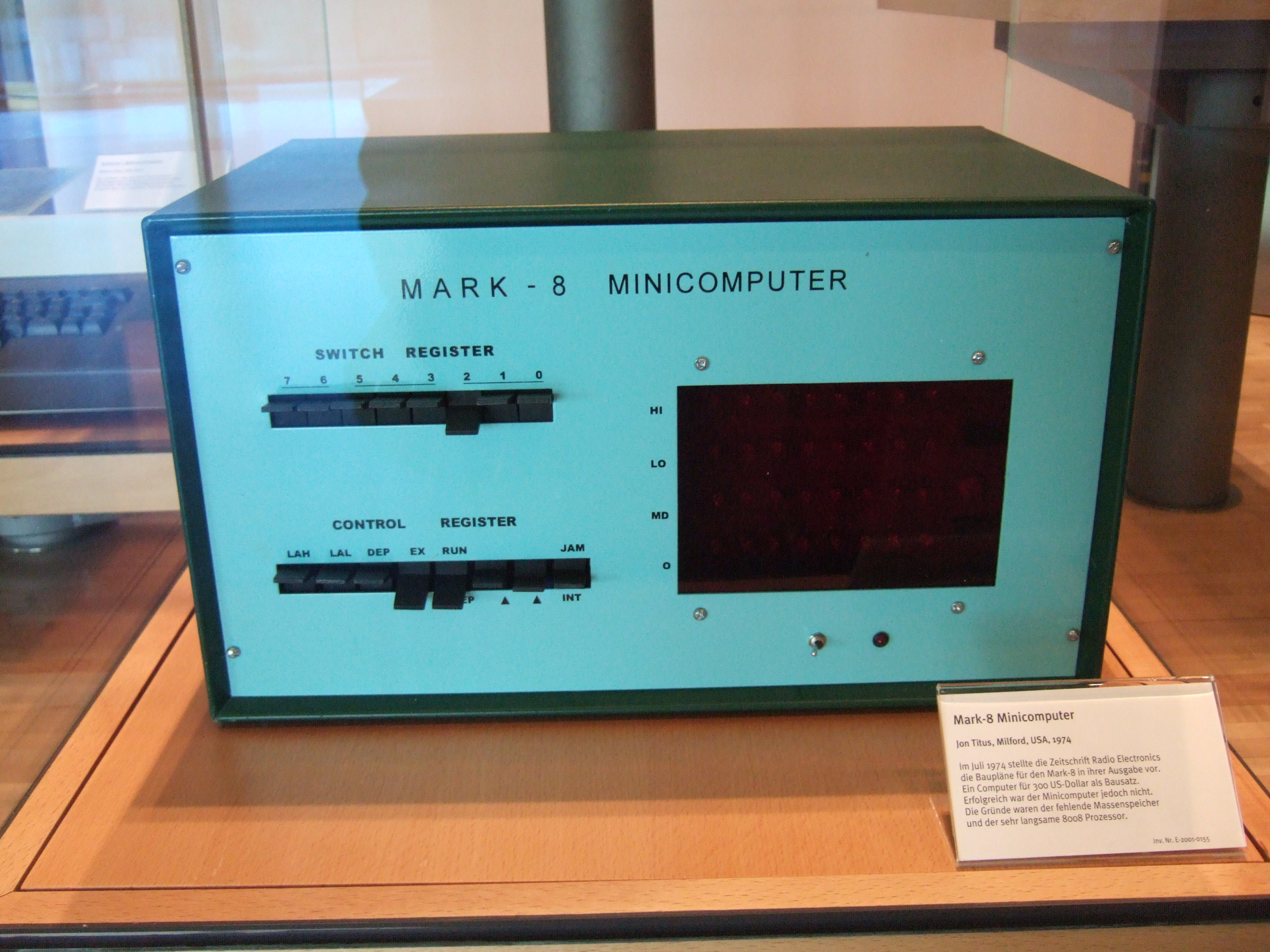
1974年7月に記事が掲載された事で個人用コンピュータの普及の契機となったMark-8

1971年頃から、競合誌『ポピュラーエレクトロニクス』に寄稿していた多くの執筆者が『ラジオ＝エレクトロニクス』で執筆を始めた。『ラジオ＝エレクトロニクス』と『ポピュラーエレクトロニクス』の間で、デジタル論理回路の電子工作プロジェクトでの競争があった。『ラジオ＝エレクトロニクス』は、1973年9月にドン・ランカスターのTVタイプライターを、1974年7月にはJon Titusのマイクロコンピュータ。Mark-8を発表した。それに対抗して、『ポピュラーエレクトロニクス』は1975年1月にMITS社のAltair 8800を発表した。

## 1980年代以降
1980年代初頭にコンピュータ雑誌への転換を図った『ポピュラーエレクトロニクス』誌が廃刊となった。『ラジオ＝エレクトロニクス』は、その後もケーブルテレビのスクランブル解除装置に関する連載など、目を引く特集企画を数多く実施していた。いくつかの電子工作プロジェクトは、PAiA Electronics, North Country Radio, Information Unlimited, Almost All Digital Electronics, Ramsey Electronicsなどのキットメーカーによって設計された。
『ポピュラーエレクトロニクス』のタイトルがガーンズバック出版社に売却され、1989年2月に『ハンズオン・エレクトロニクス』誌が『ポピュラーエレクトロニクス』に改名された。1992年7月に、『ラジオ＝エレクトロニクス』は『エレクトロニクス・ナウ』(Electronics Now)に改題された。
2000年1月に『エレクトロニクス・ナウ』と『ポピュラーエレクトロニクス』が統合され、『ポプトロニクス』(Poptronics)となった。2002年末にガーンズバック出版社は廃業し、『ポプトロニクス』誌は2003年1月号で廃刊となった。